# S100B
Белок S100B принадлежит к группе кальций-связывающих белков S100, производится в глиальных клетках, преимущественно астроцитах, но также и за пределами ЦНС, например, в адипоцитах.
Среди возможных функций белка — участие в росте нейритов, пролиферации клеток меланомы, стимуляция притока Ca2+, ингибирование PKC-опосредованного фосфорилирования, астроцитоз, аксональная пролиферация, ингибирование сборки микротрубочек.
Хромосомные изменения, затрагивающие ген S100B, а также измененный уровень белка обнаруживаются в ряде расстройств, таких как болезнь Альцгеймера, синдром Дауна, эпилепсия, амиотрофический латеральный склероз, меланома, диабет 1 типа.
Несколько факторов говорят о возможном взаимодействии белка с дофаминовым D2-рецептором.